# Gowalla
Gowalla foi uma rede social, criada em 2009, que permitia ao utilizador indicar onde se encontrava. Iniciou como um aplicativo para celulares. Chegou a possuir 600 mil membros.
Foi comprado pelo Facebook em dezembro de 2011  e descontinuado em março de 2012.